# Theresa Weld
Theresa Weld (n. 21 august 1893, Massachusetts, SUA – d. 12 martie 1978, Massachusetts, SUA) a fost o patinatoare artistică ce a reprezentat Statele Unite ale Americii, medaliată olimpică. A participat la 3 ediții ale Jocurilor Olimpice (1920, 1924, 1928) în care a câștigat o medalie de bronz.